# Svartgrå tapakul
Svartgrå tapakul (Scytalopus latrans) är en fågel i familjen tapakuler inom ordningen tättingar.

## Utseende och läte
Svartgrå tapakul är som namnet avslöjar en mycket mörk tapakul. Fjäderdräkten är helt svartaktig utan bruna inslag på flanker eller övergump, vilket skiljer den från andra liknande tapakuler. Sången består av långsamma serier med fylliga "chew".

## Utbredning och systematik
Svartgrå tapakul delas in i två distinkta underarter:
- Scytalopus latrans latrans – förekommer i Anderna från Colombia till västra Venezuela, östra Ecuador och norra Peru
- Scytalopus latrans subcinereus - förekommer i Stillahavssluttningen från sydvästra Ecuador (Azuay) till nordvästra Peru (Cajamarca)

Tidigare inkluderades utcubambatapakulen (S. intermedius) som en underart, men denna urskiljs numera vanligen som egen art.

## Levnadssätt
Svartgrå tapakul hittas i bergsskogar på mellan 2000 och 3500 meters höjd. Den håller till på eller nära marken där den rör sig som en liten mus. Fågeln är mycket svår att få syn på och upptäcks oftast på lätet.

## Status
Arten har ett stort utbredningsområde och beståndet anses vara stabilt. Internationella naturvårdsunionen IUCN listar den därför som livskraftig (LC).